# Ebstorfská mapa
Ebstorfská mapa je kruhová mapa světa (latinsky mappa mundi) z roku 1234 (některé zdroje uvádějí rok 1214). Jedná se o jednu ze dvou nejznámějších ukázek kruhových map vrcholného středověku (druhou je Herefordská mapa), jejímž autorem je pravděpodobně Angličan Gervasius z Tilbury, který v letech 1223 až 1234 zastával funkci probošta kláštera Ebstorf u Hannoveru. Richard Čapek popisuje mapu následovně: „Mapa byla oltářním obrazem o průměru 356 cm, sešitým z 30 pergamenových listů, v jehož středu byl Jeruzalém.“
Ebstorfská mapa byla zničena v důsledku bombardování Hannoveru ve druhé světové válce a shořela. Do té doby to „byla největší dochovaná mappa mundi na světě.“ Existuje série černobílých fotografií původní mapy, pořízených v roce 1891, a řada barevných kopií mapy, pořízených ještě před tím, než byla mapa zničena.